# Ernst Arndt (Schauspieler)

Ernst Arndt

Ernst Arndt (* 3. Februar 1861 in Magdeburg; † 24. September oder 25. September 1942 im Vernichtungslager Treblinka) war ein deutschstämmiger Bühnen- und Filmschauspieler mit Hauptwirkungsfeld in Österreich.

## Leben und Wirken
Der gebürtige Magdeburger erhielt bis ins Jahr 1880 eine kaufmännische Ausbildung. Bei einem Paris-Besuch in demselben Jahr, den er zu häufigen Theaterbesuchen nutzte, entschloss er sich zum Wechsel zur Schauspielerei. In Berlin nahm Arndt Schauspielunterricht und begann daraufhin seine Bühnenlaufbahn im westfälischen Hamm. Zunächst war Arndt überwiegend an Provinzbühnen (Barmen, St. Gallen, Frankfurt an der Oder und Koblenz) tätig, von 1889 bis 1897 wirkte er am Danziger Stadttheater, wo er sich vor allem als Komiker einen Namen machte. Anschließend sah man ihn vier Spielzeiten lang am Stadttheater Bremen, wo man ihn auch als Lustspielregisseur arbeiten ließ.
In jenen frühen Jahren umfasste Arndts Rollenrepertoire so unterschiedliche (oftmals humorig angelegte) Charaktere wie den Dorfrichter Adam in Der zerbrochne Krug, den Argan in Molières Der eingebildete Kranke, den Striese im beliebten Schwank Der Raub der Sabinerinnen, den Cölestin in Nitouche, den Klosterbruder in Nathan der Weise, den Zettel in Shakespeares Ein Sommernachtstraum sowie den Malvolio. Nach einem erneuten Zwischenstopp in Berlin, wo man ihn an dem von Alfred Halm geleiteten Neuen Schauspielhaus sehen konnte, gelang Arndt 1910 der Wechsel ans Wiener Burgtheater, seine langjährige Wirkungsstätte. An dieser bedeutendsten und angesehensten österreichischen Bühne sollte Arndt seine größten Erfolge feiern.
Er erhielt im Laufe seiner dortigen Karriere zahlreiche staatliche Ehrungen (Ernennung zum Kammerschauspieler und Professor), am 13. März 1931 wurde ihm die Bürgerurkunde der Stadt Wien verliehen (→ Liste der Bürger ehrenhalber der Stadt Wien). Arndt unternahm (seit Kriegsende 1918) auch gelegentlich Abstecher zum österreichischen Film, doch sind seine dortigen Auftritte von minderer Bedeutung.
Der betagte Künstler befand sich bereits im Ruhestand, als das Burgtheater-Ehrenmitglied Arndt nach dem Anschluss Österreichs im März 1938 isoliert wurde. Am 10. Juli 1942 erfolgte seine Deportation in das KZ Theresienstadt, zweieinhalb Monate darauf (am 23. September 1942) wurde er in das Vernichtungslager Treblinka verlegt. Dort ermordete man den 81-jährigen Juden unmittelbar nach seiner Ankunft.

## Filmografie
- 1918: Herbstzauber
- 1922: Eine versunkene Welt
- 1922: Samson und Delila
- 1932: Die grausame Freundin
- 1932: Der Prinz von Arkadien
- 1933: Wenn du jung bist, gehört dir die Welt
- 1933: Leise flehen meine Lieder
- 1934: Bretter, die die Welt bedeuten
- 1935: Der Himmel auf Erden